# واهاگن مورادیان
واهاگن مورادیان (ارمنی: Վահագն Մուրադյան؛  ) یک  سیاستمدار اهل ارمنستان بود که از تاریخ سپتامبر ۱۹۱۹ تا تاریخ 	آوریل ۱۹۲۰ سمت فهرست رئیسان سرویس امنیت ملی ارمنستان را برعهده داشت.